# Top Seed Open 2020
Top Seed Open presented by Bluegrass Orthopaedics 2020 byl tenisový turnaj pořádaný jako součást ženského okruhu WTA Tour, který se odehrával na otevřených dvorcích s tvrdým povrchem DecoTurf II v areálu Top Seed Tennis Clubu. Probíhal mezi 10. až 16. srpnem 2020 v kentuckém Lexingtonu jako úvodní ročník turnaje v rámci túry WTA. Mezi lety 1997–2019 se konal na nižším okruhu ITF, od sezóny 2017 s dotací 60 tisíc dolarů.
Rozpočet turnaje, jenž se řadil do kategorie WTA International, činil 225 500 dolarů. Nejvýše postavenou hráčkou ve dvouhře se stala světová devítka Serena Williamsová ze Spojených států, která potřetí v kariéře prohrála s hráčkou postavenou mimo elitní světovou stovku. Ve čtvrtfinále ji vyřadila krajanka Shelby Rogersová. Jako poslední přímá účastnice do singlové soutěže nastoupila 80. hráčka žebříčku Američanka Jessica Pegulaová.
Pořádání turnaje v Lexingtonu bylo s Prague Open ohlášeno na začátku července 2020, jako náhrady za washingtonský Citi Open, který organizátoři následně v daném měsíci zrušili pro pandemii koronaviru.
První titul na okruhu WTA Tour vybojovala 25letá Američanka Jennifer Bradyová, jež se posunula na nové žebříčkové maximum, 40. příčku. Čtyřhru ovládl americko-brazilský pár Hayley Carterová a Luisa Stefaniová, jehož členky získaly získaly druhou společnou i individuální deblovou trofej na túře WTA.

## Distribuce bodů a finančních odměn

### Distribuce bodů
| Soutěž  | vítězky | finalistky | semifinalistky | čtvrtfinalistky | 16 v kole | 32 v kole | Q  | Q3 | Q2 | Q1 |
| ------- | ------- | ---------- | -------------- | --------------- | --------- | --------- | -- | -- | -- | -- |
| dvouhra | 280     | 180        | 110            | 60              | 30        | 1         | 18 | 14 | 10 | 1  |
| čtyřhra | 280     | 180        | 110            | 60              | —         | —         | —  | —  | —  | —  |

### Finanční odměny
| Soutěž                                | vítězky  | finalistky | semifinalistky | čtvrtfinalistky | 16 v kole | 32 v kole | Q3      | Q2    | Q1    |
| ------------------------------------- | -------- | ---------- | -------------- | --------------- | --------- | --------- | ------- | ----- | ----- |
| dvouhra                               | 25 000 $ | 14 000 $   | 8 035 $        | 5 000 $         | 3 150 $   | 2 300 $   | 1 080 $ | 940 $ | 800 $ |
| čtyřhra                               | 9 000 $  | 5 000 $    | 3 230 $        | 1 980 $         | 1 520 $   | —         | —       | —     | —     |
| částky ve čtyřhře jsou uváděny na pár |          |            |                |                 |           |           |         |       |       |

## Ženská dvouhra

### Nasazení
| Stát                         | Hráčka             | WTA | Nasazení |
| ---------------------------- | ------------------ | --- | -------- |
| USA                          | Serena Williamsová | 9.  | 1.       |
| Bělorusko                    | Aryna Sabalenková  | 11. | 2.       |
| Spojené království           | Johanna Kontaová   | 14. | 3.       |
| USA                          | Amanda Anisimovová | 28. | 4.       |
| Kazachstán                   | Julia Putincevová  | 33. | 5.       |
| Polsko                       | Magda Linetteová   | 36. | 6.       |
| USA                          | Sloane Stephensová | 37. | 7.       |
| Tunisko                      | Ons Džabúrová      | 39. | 8.       |
| Žebříček WTA k 3. srpnu 2020 |                    |     |          |

### Jiné formy účasti
Následující hráčky obdržely divokou kartu do hlavní soutěže: 
- Caty McNallyová
- Shelby Rogersová
- Věra Zvonarevová

Následující hráčky postoupily do hlavní soutěže z kvalifikace:
- Kristie Ahnová
- Caroline Dolehideová
- Leylah Fernandezová
- Olga Govorcovová
- Anna Kalinská
- Bethanie Matteková-Sandsová

### Odstoupení
před zahájením turnaje
- Zarina Dijasová → nahradila ji  Misaki Doiová
- Garbiñe Muguruzaová → nahradila ji  Venus Williamsová

## Ženská čtyřhra

### Nasazení
| Stát                                                                     | Hráčka            | Stát      | Hráčka              | WTA | Nasazení |
| ------------------------------------------------------------------------ | ----------------- | --------- | ------------------- | --- | -------- |
| Chile                                                                    | Alexa Guarachiová | USA       | Desirae Krawczyková | 76. | 1.       |
| USA                                                                      | Jennifer Bradyová | Bělorusko | Aryna Sabalenková   | 77. | 2.       |
| USA                                                                      | Coco Gauffová     | USA       | Caty McNallyová     | 89. | 3.       |
| USA                                                                      | Hayley Carterová  | Brazílie  | Luisa Stefaniová    | 90. | 4.       |
| Žebříček WTA k 3. srpnu 2020; číslo je součtem umístění obou členek páru |                   |           |                     |     |          |

### Jiné formy účasti
Následující páry obdržely divokou kartu do hlavní soutěže:
- Bethanie Matteková-Sandsová /  Sloane Stephensová
- Gabriela Talabăová /  Caitlin Whoriskeyová

## Přehled finále

### Ženská dvouhra
- Jennifer Bradyová vs.  Jil Teichmannová, 6–3, 6–4

### Ženská čtyřhra
- Hayley Carterová /  Luisa Stefaniová vs.  Marie Bouzková /  Jil Teichmannová, 6–1, 7–5